# Gerrit Krol
 (mai 2021).
Si vous disposez d'ouvrages ou d'articles de référence ou si vous connaissez des sites web de qualité traitant du thème abordé ici, merci de compléter l'article en donnant les références utiles à sa vérifiabilité et en les liant à la section « Notes et références ».
Gerrit Krol (né à Sint-Annaparochie, le 1er juillet 1945), est un homme politique néerlandais du membre de la CDA et bourgmestre de la commune de Het Bildt.

## Biographie
Après être passé par le collège réformé de  Mariënburg à Leeuwarden en 1970, il devient enseignant pour finalement devenir directeur d'une école primaire en 1976. 
En outre, Gerrit Krol a été actif dans la politique locale.
En 1986, il est venu membre de la section locale de la CDA dans la ville de Leeuwarden où il est devenu président du parti en 1994. 
En 2001, il est devenu conseiller municipal à Leeuwarden où il restera jusqu'en 2010.
Après avoir quitté ses fonctions de conseiller municipal à Leeuwarden, il décide de revenir dans la commune où il est né, Sint-Annaparochie étant un des villages constitutifs ainsi que le chef-lieu de la commune nouvelle de Het Bildt, il est candidat à la mairie de la commune fusionnée et est nommé bourgmestre. Gerrit Krol parle couramment la langue locale le : il Bildt.